# Nuri Bilge Ceylan
Nuri Bilge Ceylan [džejlan] (* 26. ledna 1959 Istanbul) je turecký filmový režisér, scenárista, producent, kameraman, střihač a příležitostný herec. Na poli profesionálního filmu debutoval roku 1997, od té doby natočil celkem 8 snímků. Díky mnoha oceněním na předních filmových festivalech patří k jedním z nejuznávanějších autorských tvůrců současnosti. Jeho prozatím největším kariérním úspěchem byla roku 2014 výhra na festivalu v Cannes, kde obdržel Zlatou palmu za film Zimní spánek.
Tematicky se Ceylan zabývá především detaily z každodenního života a niternými, slovy těžko popsatelnými stavy svých hrdinů, které (především v počátcích tvorby) často hráli členové jeho rodiny.

## Mládí a počátky kariéry
Rané dětství strávil na maloměstě Yenice. Po dostudování střední školy nastoupil na chemické inženýrství na İstanbul Teknik Üniversitesi, následně přestoupil na obor elektroinženýrství na Boğaziçi Üniversitesi. Zde započal jeho zájem o umění, když se stal členem tamějšího fotografického klubu. Během těchto let také pravidelně navštěvoval istanbulskou cinematéku, díky čemuž si vybudoval vztah ke kinematografii.
Po absolvování univerzity roku 1985 strávil několik měsíců v Londýně a Káthmándú, kde – dle vlastních slov – přemítal nad tím, čemu se v životě věnovat naplno. Následovalo 18 měsíců povinné vojenské služby, po kterých měl definitivně jasno – svou budoucnost ucítil ve filmaření.
Následovala studia filmu na Mimar Sinan Güzel Sanatlar Üniversitesi, kde byl jakožto raný třicátník nejstarším studentem. Po dvou letech své školní snahy ukončil a začal se věnovat praxi. Za našetřené peníze si pořídil kameru Arriflex 2B, se kterou v roce 1993 natočil svůj krátkometrážní debut Zámotek, do něhož obsadil vlastní rodiče. Dvacetiminutový snímek byl následně o dva roky později vybrán do soutěže krátkých filmů v Cannes, a Ceylan se tak stal vůbec prvním tureckým soutěžícím na festivalu. Tento úspěch mu otevřel dveře k profesionálním celovečerním filmům.

## Celovečerní tvorba
Následovaly snímky Městečko (1997), Májová oblaka (1999), Vzdálený (2002), které tvoří volnou "venkovskou" trilogii. Za poslední z jmenovaných vyhrál Ceylan v Cannes Velkou cenu poroty, a dostal se tak do celosvětového povědomí; mimo to si odnesl také dalších 46 festivalových cen, z toho 23 mezinárodních, díky čemuž je dodnes film historicky nejoceňovanějším tureckým počinem.
Díky této silné pozici a také faktu, že si většinu režijních projektů Ceylan sám píše, produkuje, natáčí i stříhá, je jeho tvůrčí svoboda téměř neomezená. Výsledkem toho jsou pak další a další ocenění z nejšpičkovějších festivalů, a to v případě všech následujících filmů – Klima (2006), Tři opice (2008), Tenkrát v Anatolii (2011), Zlatou palmou vyznamenaný Zimní spánek (2014) a Planá hrušeň (2018).

## Oblíbené filmy
Roku 2012 se Ceylan zúčastnil hlasování britského magazínu Sight & Sound o nejlepší film všech dob. Jeho žebříček vypadal následovně:
1. Zrcadlo (1975, režie Andrej Tarkovskij)
2. Andrej Rublev (1966, režie Andrej Tarkovskij)
3. Příběh z Tokia (1953, režie Jasudžiró Ozu)
4. Pozdní jaro (1949, režie Jasudžiró Ozu)
5. K smrti odsouzený uprchl (1956, režie Robert Bresson)
6. A co dále, Baltazare (1966, režie Robert Bresson)
7. Hanba (1968, režie Ingmar Bergman)
8. Scény z manželského života (1973, režie Ingman Bergman)
9. Dobrodružství (1960, režie Michelangelo Antonioni)
10. Zatmění (1962, režie Michelangelo Antonioni)